# Pélica

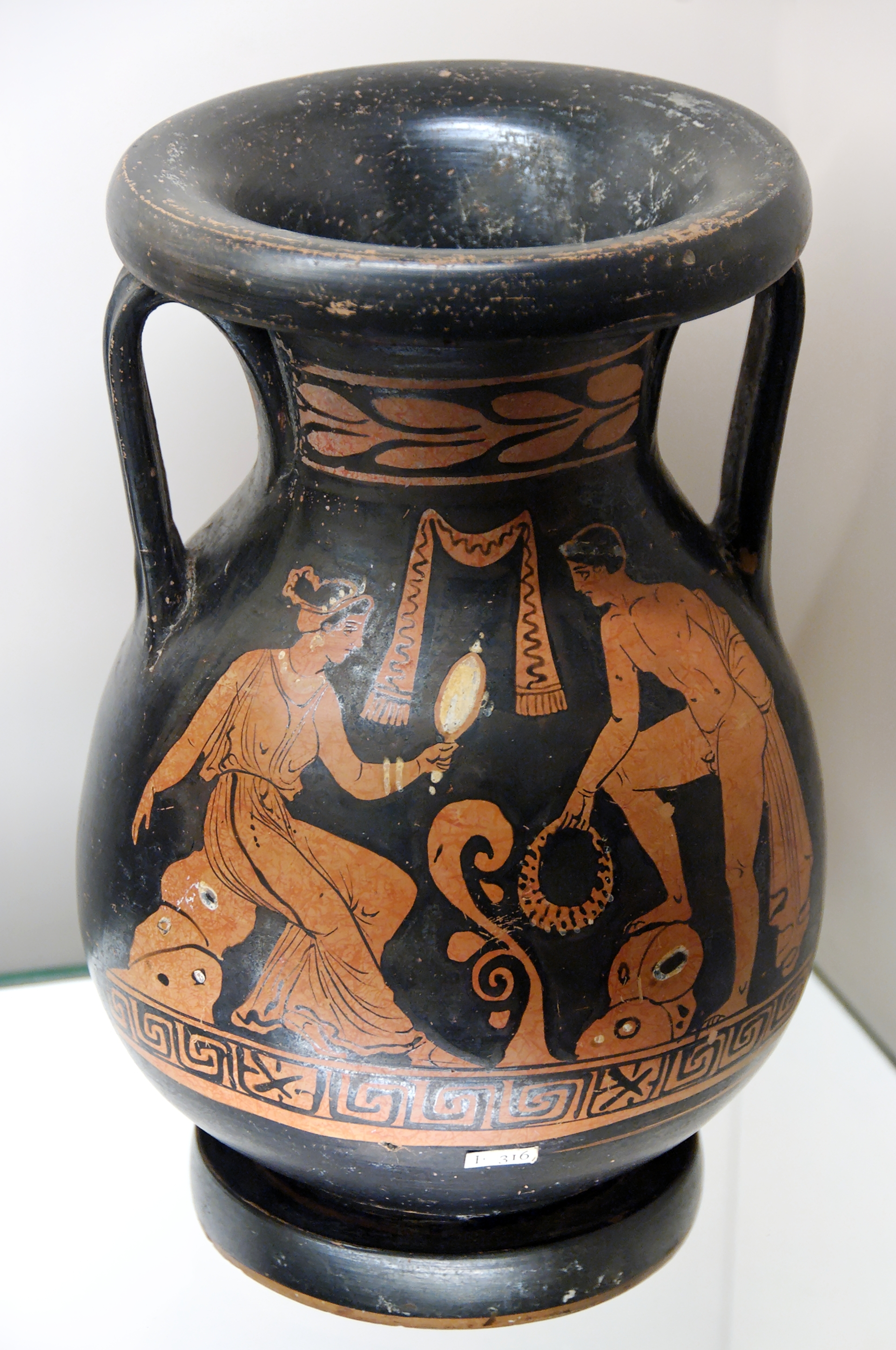
Pélica apulana de figuras vermelhas do Pintor de Dijon, ca., Museu Britânico (Vaso F 316)

Pélica (em grego: Πελίκη; romaniz.: Pelíke; pl. πελίκαι) é uma vasilhame cerâmico grego antigo similar a uma ânfora que se caracteriza por sua barriga estendida para baixo e sua boca mais larga. O termo pélica não fora aplicado pelos antigos para referir-se a este tipo de cerâmica, tendo sido adotado pelos arqueólogos modernos. A "pélica" antiga é variadamente descrita como cílice, chous (ou pequena enócoa) e lecane.
Acredita-se que poderia ter sido criado pelo tempo do estabelecimento da técnica de figuras vermelhas, embora há exemplos de pélicas com figuras negras. Os primeiros exemplos de pélicas aparecem na figura vermelha ática após 520 a.C. e permaneceram populares através do século IV a.C.. Sua forma provavelmente fora tomada por empréstimo de cerâmicos de Gnácia, na Apúlia, onde tornar-se-ia mais fina e fantasiosa.